# Lysilla ubianensis
Lysilla ubianensis är en ringmaskart som beskrevs av Maurice Caullery 1944. Lysilla ubianensis ingår i släktet Lysilla och familjen Terebellidae. Inga underarter finns listade i Catalogue of Life.